# سناء بشارة
سناء بشارة (1964-) هي فنانة تشكيلية فلسطينية، ولدت في الناصرة ودرست في حيفا، وحصلت على درجة البكالوريوس في الفنون الجميلة عام 1985، وفي علم الاجتماع من جامعة حيفا عام 1988، وحصلت على شهادة تأهيل في علم المتاحف عام 2007، كما وحصلت على درجة الماجستير متعدّدة التخصّصات في العلوم الإنسانية والفنون من كلّية أورانيم عام 2020. ونالت جائزة فخرية لفناني حيفا عام 2000.

## أسلوبها الفني
تصنع بشارة منحوتات برونزية، وتمثل منحوتاتها الأنثوية عن طريق التجميع والتركيب، وتشكل هذه المنحوتات تقاليد النحت التشخيصية الكلاسيكية، ويعبر الفصل والتفكيك في أعمالها عن مواقف مجازية لإنسان ذي شخصية موزّعة بين عدّة هُويّات: اجتماعية ووطنية وجنسانية. وتتميز أعمالها الإنشائية باختلاف موادّها وشكلها ومحتواها عن منحوتاتها البرونزية. وإنّها بهذه الأعمال الإنشائية تعبّر عن تعقيد حياة المرأة التي تتأرجح بين العمل والأسرة، وتستمرّ في إثارة تساؤلات حول توزّع الهُويّات التي تشغلها طَوال عملها الإبداعيّ. ويبرز في أعمالها معاني الألم، والفقدان، والحزن التي تعود إلى منظومة الرموز والأيقونات المسيحية على شكل الصلب، والفنانة معروفة بأن تماثيلها مقسمة بحيث يمكن تحريك التمثال وإعادة تمثيله.

## معارض
قامت بالعديد من المعارض الفردية منها:
- معرض " تماثيل" الحديقة الصناعية، في الناصرة عام 2018.
- معرض "صرخة صامتة" في جاليري أم الفحم عام 2015.
- معرض "لغة الجسد" في حيفا عام 2003.

كما شاركت في العديد من المعارض الجماعية مثل:
- معرض "أنا والمكان " في المتحف الفلسطيني في الولايات المتحدة عام 2018.
- معرض "جاليري زاوية" في رام الله عام 2015.
- معرض "كيان" في حوش الفن الفلسطيني في القدس عام 2010.
- معرض "جواز سفر" في دار الفنون في الأردن عام 2008.
- معرض "الحضري أو الريفي" في بيت الكرامة في حيفا عام 2006.
- معرض "الأرض والإنسان" في القدس عام 1999.